# Современные художники (книга, 1843)
Современные художники — пятитомная работа выдающегося викторианского искусствоведа Джона Рёскина, начатая им в 24 года. Пять томов были написаны с 1843 по 1860.  

## Описание
Рёскин утверждает, что современные живописцы, выходящие за рамки живописных традиций, превосходят в искусстве пейзажа старых мастеров. Книга была написана в первую очередь как защита более поздних работ Уильяма Тёрнера. Рёскин использовал книгу, чтобы доказать, что искусство должно посвятить себя точной документации природы. По мнению Рёскина, Тернер прошел путь от ранней детальной документации природы до более глубокого понимания природных сил и атмосферных воздействий. Именно во время своего визита в Швейцарию в 1842 году Рёскин собрал материал, который лег в основу первого тома.
Во втором томе (1846) акцент сделан на символизме в искусстве, выраженном через природу. Второй том оказал влияние на раннее развитие прерафаэлитов. Выпустил еще три тома. Последний том появился в 1860 году.
Пятый том ознаменовал конец той образовательной и важной части жизни Рёскина, на которую его отец оказал большое влияние.